# Боричевский, Иван Адамович
Иван Адамович Боричевский (1886—1941) — советский историк философии.

## Биография
Иван Адамович Боричевский родился 15 (по новому стилю — 28) декабря 1892 года в местечке Плунгяны Ковенской губернии Российской империи (ныне — Плунге в Литве). В 1911 году окончил Шавельскую мужскую гимназию, в 1915 году — историко-филологический факультет Петроградского университета. Во время своей учёбы в университете примкнул к студенческой фракции РСДРП(б).
В 1918—1920 годах находился в эмиграции. Вернувшись в Советскую Россию, Боричевский занялся преподавательской деятельностью, стал профессором философского факультета Петроградского университета. В 1922—1925 годах возглавлял кафедру истории философии того же университета. В 1926—1928 годах преподавал также на Высших курсах библиотековедения при Государственной публичной библиотеке. Когда в 1930 году философский факультет был закрыт, Боричевский работал приглашённым лектором в различных вузах: Ленинградском историко-лингвистическом институте, Коммунистической академии, Ленинградском педагогическом институте имени А. И. Герцена. Являлся членом Общества воинствующих материалистов и Научного общества марксистов, читал лекции по линии Союза воинствующих безбожников.
Весной 1941 года Боричевский был вновь зачислен в штат воссозданного философского факультета Ленинградского государственного университета. 16 июля 1941 года он был утверждён в должности доцента философского факультета. Несмотря на то, что факультет с приближением немецких войск был эвакуирован в глубь страны, Боричевский остался в Ленинграде. Скончался от голода в декабре 1941 года во время блокады Ленинграда. Похоронен на Смоленском кладбище в Санкт-Петербурге.
Являлся автором около 30 научных статей и брошюр. В своих работах опирается на позиции «механистов», критиковал представителей русской религиозной философии, а также кантианцев и кантоведов. Стоял у истоков теоретических основ науковедения как нового направления советской науки. В 1925 году издал книгу «Древняя и современная философия науки в её предельных понятиях», посвящённую философии древнегреческого мыслителя Эпикура. Подготовил к защите докторскую диссертацию, однако из-за начала Великой Отечественной войны так и не смог её защитить — в настоящее время её рукопись хранится в Публичной библиотеке.

## Сочинения
- Боричевский И. А. Несколько слов о так называемой «русской философии» (К изгнанию метафизики из Советской школы) // Книга и революция. 1922. № 3. С. 31-32.
- Боричевский И. А. Российская метафизика в походе против науки // Книга и революция. 1922. № 6. С. 1-9.
- Боричевский И. А. Истинное лицо древнего Сада Эпикура // Записки Научного общества марксистов.1922. № 4. С. 125—133.
- Боричевский И. А. У древнейших истоков идеалистической легенды об Эпикуре // Пролетарская книга и русская революция. 1922. № 7. С. 8-12.
- Боричевский И. А. У древнейших истоков идеалистической легенды о Платоне // Книга и революция, 1922. № 9-10. С. 8-12.
- Боричевский И. А. Введение в философию науки. Пг., 1922.
- Боричевский И. А. Древняя и современная философия науки в её предельных понятиях. Ч. 1. Первоисточники древней философии науки (Научные письма Эпикура). М.; Л. 1925.
- Боричевский И. А. Науковедение как точная наука // Вестник знания. 1926. № 12. С. 777—786.
- Боричевский И. А. Краткий очерк истории древнего материализма. Л., 1930.
- Боричевский И. А. Демокрит и Эпикур в борьбе за основы атомизма // Архив истории науки и техники. Сер. I. 1936. Вып. 8. С. 113—135.